# 羊沙镇
羊沙乡，是中华人民共和国甘肃省甘南藏族自治州临潭县下辖的一个乡镇级行政单位。

## 行政区划
羊沙乡下辖以下地区：
大草滩村、羊沙村、新庄村、下河村、甘沟村和秋峪村。